# Zalophus
Genre
Répartition géographique
- Zalophus californianus, colonie de reproduction
- Zalophus californianus, individus isolés
- Zalophus wollebaeki, îles Galapagos

Zalophus est un genre d'otaries qui comprend les espèces suivantes :
- Zalophus californianus (Lesson, 1828),
- Zalophus japonicus (Peters, 1866) †,
- Zalophus wollebaeki Sivertsen, 1953.

Zalophus japonicus est considérée comme éteinte, la dernière mention de l’existence réelle de cette espèce remontant à 1951.

## Taxinomie
Traditionnellement, l’otarie des Galapagos et l’otarie du Japon étaient considérées comme des sous-espèces de l’otarie de Californie. Ces trois espèces sont désormais considérées comme des espèces distinctes et non plus comme des sous espèces de Zalophus californianus.

## Étymologie
Le nom Zalophus, constitué de deux mots grecs, ζα (za(, qui est un préfixe augmentatif, et λόφος (lophos) signifiant crête, traduit la particularité crânienne des mâles adultes de ce genre, qui présentent une crête sagittale prononcée.

## Noms vernaculaires
Le terme français otarie n’est pas spécifique du genre Zalophus mais désigne également les animaux du genre arctocephalus. En espagnol on désigne cette espèce du nom de león marino (lion de mer), désignation qui est aussi utilisée en anglais : sea lion.

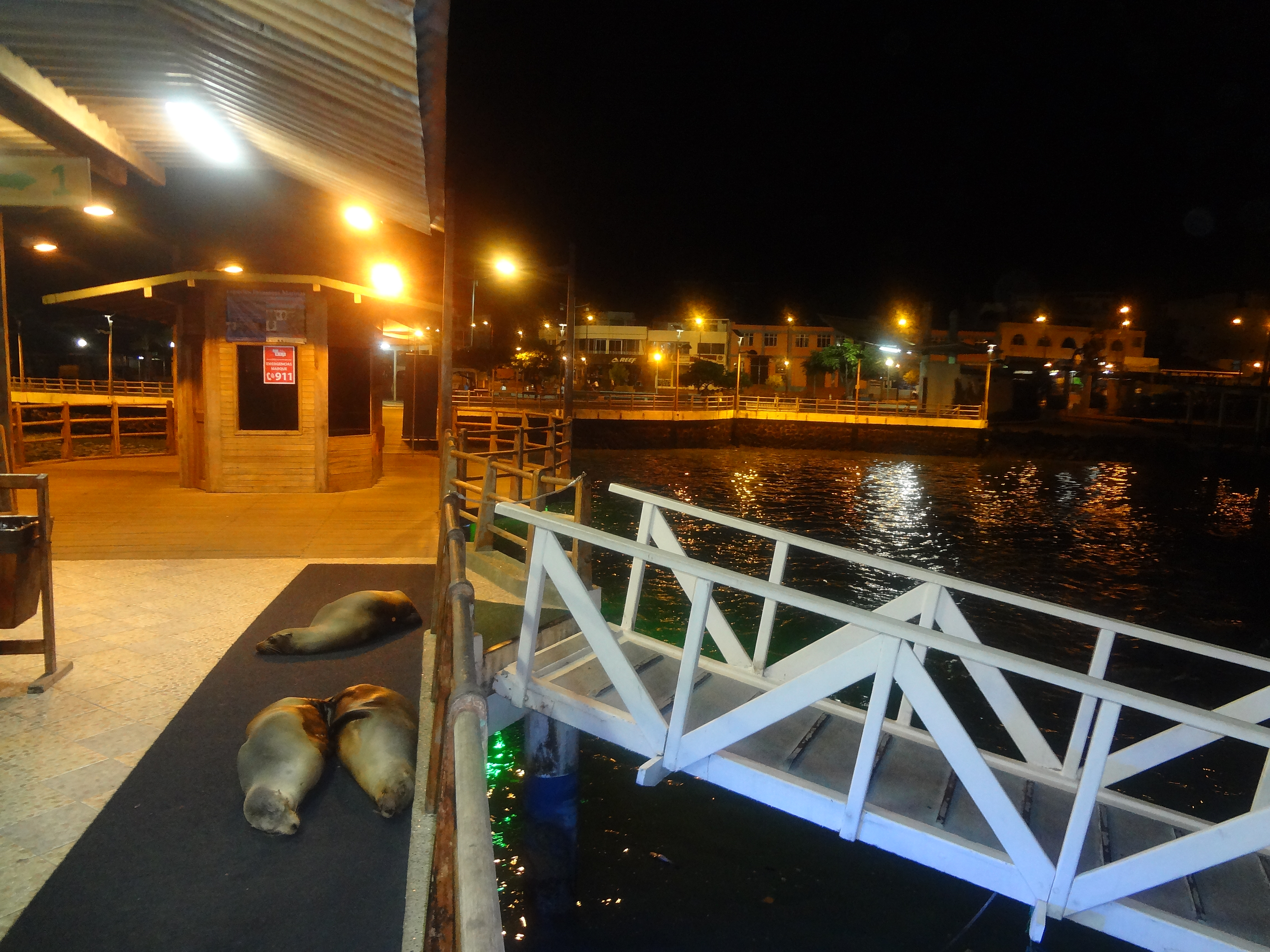
Zalophus wollebaeki Vue nocturne de l'embarcadère de Puerto Ayora, Île Santa Cruz.
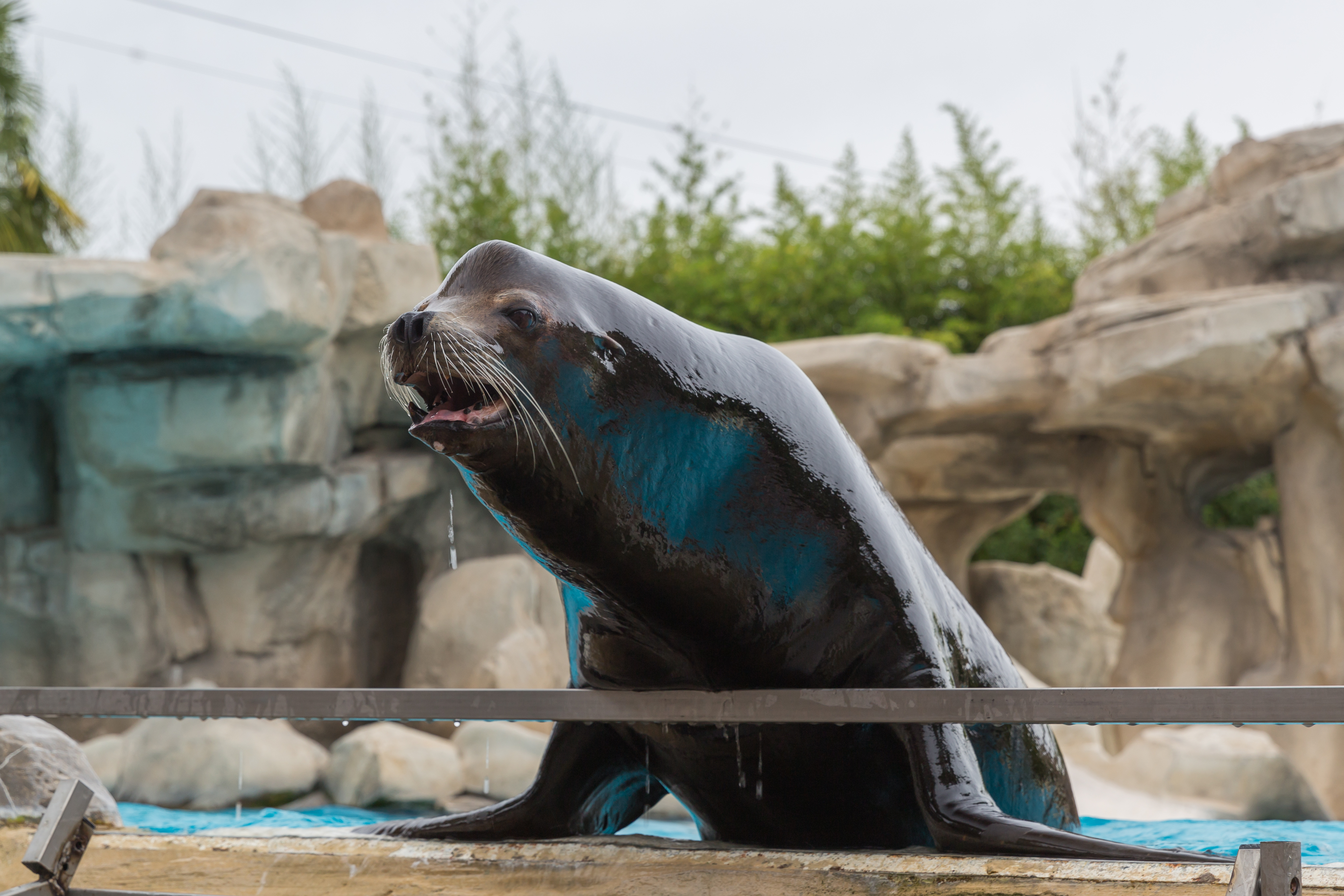
Zalophus californianus (Otarie de Californie)